# Puerto de Bares
Puerto de Bares (en gallego y oficialmente, O Porto de Bares) es un lugar de la parroquia de Bares, en la provincia española de La Coruña.

## Descripción

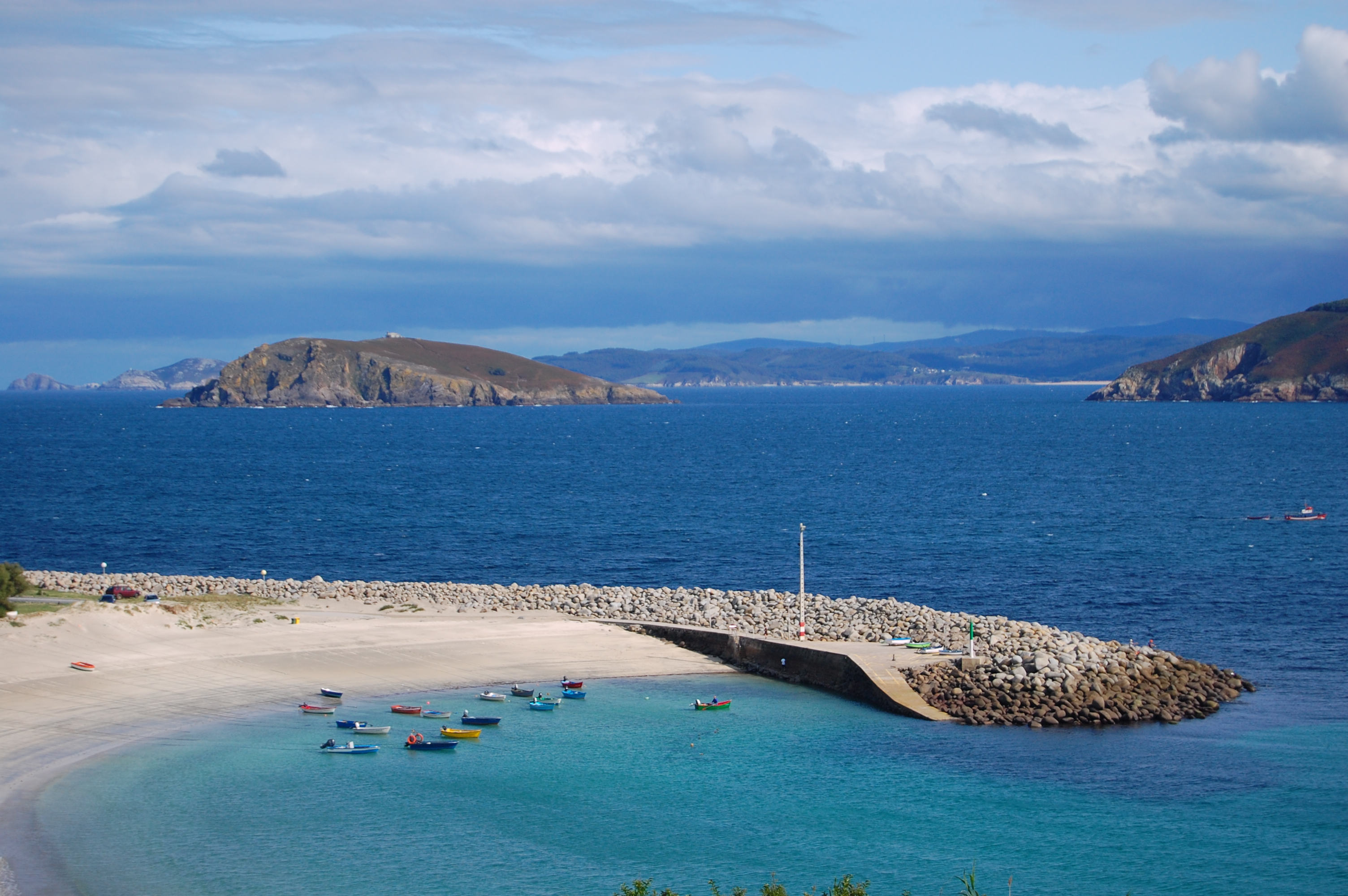
Coído del puerto de Bares

El lugar se encuentra en la parroquia de Bares, perteneciente al municipio coruñés de Mañón, en la comunidad autónoma de Galicia, junto a las aguas del océano Atlántico. 
En 2020 su población ascendía a 72 habitantes. Aparece descrito en el decimotercer volumen del Diccionario geográfico-estadístico-histórico de España y sus posesiones de Ultramar de Pascual Madoz de la siguiente manera:

PUERTO DE BARES: l. en la prov. de la Coruña, ayunt. de Mañon y felig. de Sta. María de Bares (V.).
(Madoz, 1849, p. 278)

Al dique o escollera —también llamado coído— existente frente a la localidad, bastante antiguo, Federico Maciñeira le llegó a atribuir orígenes fenicios, si bien esta hipótesis pareciera haber quedado descartada por autores más recientes.